# Le Fils
Le Fils (em português: O Filho) é uma peça de Florian Zeller. Estreou em fevereiro de 2018 no Teatro dos Campos Elísios, em Paris, com Yvan Attal (Pierre), Anne Consigny (Anne), Élodie Navarre (Sofia) e Rod Paradot (Nicolas) como protagonistas. A peça foi produzida novamente em setembro de 2018, com Stéphane Freiss substituindo Attal e Florence Darel substituindo Consigny. A peça foi traduzida para o inglês por Christopher Hampton e estreou em Londres em fevereiro de 2019.
Florian Zeller dirigiu uma adaptação cinematográfica da peça, o filme intitulado The Son. O filme teve sua estreia mundial no 79.º Festival Internacional de Cinema de Veneza, em 7 de setembro de 2022.